# Elezioni regionali nelle Marche del 2005
Le elezioni regionali italiane del 2005 nelle Marche si sono tenute il 3 e 4 aprile. Esse hanno visto la vittoria di Gian Mario Spacca, sostenuto da L'Unione, che ha sconfitto Francesco Massi, sostenuto dalla Casa delle Libertà.

## Risultati
| Candidati                                                       | Candidati                                                       | Voti                                                            | %     | Liste                | Voti    | %     | Seggi |
| --------------------------------------------------------------- | --------------------------------------------------------------- | --------------------------------------------------------------- | ----- | -------------------- | ------- | ----- | ----- |
|                                                                 | Gian Mario Spacca (L'Unione) ✔️ Presidente                      | 499 381                                                         | 57,76 | Uniti nell'Ulivo     | 316 816 | 40,12 | 15    |
| Partito della Rifondazione Comunista                            | Gian Mario Spacca (L'Unione) ✔️ Presidente                      | 499 381                                                         | 57,76 | 49 989               | 6,33    | 2     |       |
| Partito dei Comunisti Italiani                                  | Gian Mario Spacca (L'Unione) ✔️ Presidente                      | 499 381                                                         | 57,76 | 31 316               | 3,97    | 1     |       |
| Federazione dei Verdi                                           | Gian Mario Spacca (L'Unione) ✔️ Presidente                      | 499 381                                                         | 57,76 | 25 666               | 3,25    | 1     |       |
| Popolari UDEUR                                                  | Gian Mario Spacca (L'Unione) ✔️ Presidente                      | 499 381                                                         | 57,76 | 14 172               | 1,79    | 1     |       |
| Italia dei Valori                                               | Gian Mario Spacca (L'Unione) ✔️ Presidente                      | 499 381                                                         | 57,76 | 11 136               | 1,41    | –     |       |
| Liste Civiche Marchigiane                                       | Gian Mario Spacca (L'Unione) ✔️ Presidente                      | 499 381                                                         | 57,76 | 5 780                | 0,73    | –     |       |
| Seggi assegnati alla lista regionale                            | Seggi assegnati alla lista regionale                            | Seggi assegnati alla lista regionale                            | 57,76 | 4                    |         |       |       |
|                                                                 | Francesco Massi (Per le Marche)                                 | 333 181                                                         | 38,54 | Forza Italia         | 142 058 | 17,99 | 8     |
| Alleanza Nazionale                                              | Francesco Massi (Per le Marche)                                 | 333 181                                                         | 38,54 | 102 107              | 12,93   | 5     |       |
| Unione dei Democratici Cristiani e di Centro                    | Francesco Massi (Per le Marche)                                 | 333 181                                                         | 38,54 | 57 293               | 7,26    | 2     |       |
| Lega Nord                                                       | Francesco Massi (Per le Marche)                                 | 333 181                                                         | 38,54 | 6 866                | 0,87    | –     |       |
| Seggio assegnato al candidato presidente classificatosi secondo | Seggio assegnato al candidato presidente classificatosi secondo | Seggio assegnato al candidato presidente classificatosi secondo | 38,54 | 1                    |         |       |       |
|                                                                 | Angelo Tiraboschi (Patto Democratico)                           | 19 778                                                          | 2,29  | Democrazia Cristiana | 10 857  | 1,37  | –     |
| Patto Democratico (NPSI - PRI - PLI - PSDI - Altri)             | Angelo Tiraboschi (Patto Democratico)                           | 19 778                                                          | 2,29  | 5 125                | 0,65    | –     |       |
|                                                                 | Vincenzo Rosini (Rosini Presidente)                             | 12 239                                                          | 1,42  | Alternativa Sociale  | 10 068  | 1,28  | –     |
| No Euro                                                         | Vincenzo Rosini (Rosini Presidente)                             | 12 239                                                          | 1,42  | 390                  | 0,05    | –     |       |
| Totale                                                          | Totale                                                          | 864 579                                                         | 100   |                      | 789 639 | 100   | 40    |

## Candidati eletti
| Collegio        | Lista                  | Eletto               | Preferenze |
| --------------- | ---------------------- | -------------------- | ---------- |
| Marche          | Presidente eletto      | Gian Mario Spacca    |            |
| Marche          | Uniti nell'Ulivo       | Almerino Mezzolani   |            |
| Marche          | Rifondazione Comunista | Giuliano Brandoni    |            |
| Marche          | Comunisti Italiani     | Cesare Procaccini    |            |
| Marche          | Secondo classificato   | Francesco Massi      |            |
| Ancona          | Uniti nell'Ulivo       | Fabio Badiali        | 6.408      |
| Ancona          | Uniti nell'Ulivo       | Stefania Benatti     | 6.028      |
| Ancona          | Uniti nell'Ulivo       | Marco Luchetti       | 5.882      |
| Ancona          | Uniti nell'Ulivo       | Katia Mammoli        | 5.228      |
| Ancona          | Uniti nell'Ulivo       | Lidio Rocchi         | 5.027      |
| Ancona          | Rifondazione Comunista | Marco Amagliani      | 2.273      |
| Ancona          | Comunisti Italiani     | Raffaele Bucciarelli | 976        |
| Ancona          | Federazione dei Verdi  | Massimo Binci        | 1.765      |
| Ancona          | UDEUR Popolari         | David Favia          | 1.060      |
| Ancona          | Forza Italia           | Giacomo Bugaro       | 6.288      |
| Ancona          | Forza Italia           | Enrico Cesaroni      | 3.481      |
| Ancona          | Alleanza Nazionale     | Carlo Ciccioli       | 5.544      |
| Ancona          | Unione di Centro       | Luigi Viventi        | 4.105      |
| Ascoli Piceno   | Uniti nell'Ulivo       | Luciano Agostini     | 14.917     |
| Ascoli Piceno   | Uniti nell'Ulivo       | Sandro Donati        | 4.446      |
| Ascoli Piceno   | Forza Italia           | Vittorio Santori     | 3.673      |
| Ascoli Piceno   | Alleanza Nazionale     | Guido Castelli       | 8.003      |
| Macerata        | Uniti nell'Ulivo       | Sara Giannini        | 8.892      |
| Macerata        | Uniti nell'Ulivo       | Francesco Comi       | 6.831      |
| Macerata        | Forza Italia           | Franco Capponi       | 8.871      |
| Macerata        | Forza Italia           | Ottavio Brini        | 4.510      |
| Macerata        | Alleanza Nazionale     | Fabio Pistarelli     | 5.363      |
| Macerata        | Unione di Centro       | Leonardo Lippi       | 3.820      |
| Pesaro e Urbino | Uniti nell'Ulivo       | Mirco Ricci          | 10.145     |
| Pesaro e Urbino | Uniti nell'Ulivo       | Luigi Minardi        | 9.185      |
| Pesaro e Urbino | Uniti nell'Ulivo       | Adriana Mollaroli    | 9.160      |
| Pesaro e Urbino | Uniti nell'Ulivo       | Vittoriano Solazzi   | 7.238      |
| Pesaro e Urbino | Rifondazione Comunista | Michele Altomeni     | 1.107      |
| Pesaro e Urbino | Forza Italia           | Roberto Giannotti    | 4.499      |
| Pesaro e Urbino | Forza Italia           | Oriano Tiberi        | 2.848      |
| Pesaro e Urbino | Alleanza Nazionale     | Giancarlo D'Anna     | 5.480      |
| Fermo           | Uniti nell'Ulivo       | Paolo Petrini        | 15.398     |
| Fermo           | Uniti nell'Ulivo       | Rosalba Ortenzi      | 4.258      |
| Fermo           | Forza Italia           | Remigio Ceroni       | 5.605      |
| Fermo           | Alleanza Nazionale     | Franca Romagnoli     | 5.763      |